# Bad Girls (1994)
Bad Girls ist ein US-amerikanischer Western aus dem Jahr 1994. Der Regisseur war Jonathan Kaplan, das Drehbuch schrieben Ken Friedman und Yolande Turner. Die Hauptrollen spielten Madeleine Stowe, Mary Stuart Masterson, Andie MacDowell und Drew Barrymore.

## Handlung
Emily Zamora, meist nur "Cody" genannt, führt in der Colorado-Kommune Echo City ein Bordell, in dem auch ihre Freundinnen Anita Crown, Eileen Spenser und Lilly Laronette arbeiten. Eines Tages wird Anita von einem der Kunden zu heftig bedrängt, und die an einem Pokertisch sitzende "Cody" erschießt den Mann in Notwehr. Dafür soll sie – besonders auf Betreiben des örtlichen Predigers – gehängt werden, doch ihre Freundinnen retten sie in letzter Minute, und dem Quartett gelingt die Flucht.
Vom eigentlich zur Goldsuche aufgebrochenen – vorher jedoch noch eine Rechnung zu begleichen habenden –  Joshua McCoy erfahren die Frauen, dass die Witwe des erschossenen "Colonel" Clayborne die Detektive der Pinkerton-Detektei engagiert hat, um sie zu finden. Die Frauen wollen in Oregon ein neues Leben beginnen und den Besitz, den Anita von ihrem an Cholera verstorbenen Mann erbte, in ein Sägewerk umwandeln. Die Skepsis der anderen Girls am Lagerfeuer weicht, als sich "Cody" bereit erklärt, ihre auf der Bank in Agua Dulce (Texas) lagernden Ersparnisse in Höhe von 12000 Dollar als Startkapital zur Verfügung zu stellen.
Die Vier reiten nach Agua Dulce, allerdings bereits verfolgt von den beiden Detektiven. Als "Cody" das Geld abhebt, schreiten die Privatpolizisten zur Tat und verhaften sie. Doch just in diesem Moment kommt Kid Jarrett, ein Outlaw und ehemaliger Liebhaber von "Cody", mit seiner Bande in die Bank, um sie auszurauben. Dadurch gelingt den Frauen zwar das Entkommen, aber der Bandit hat sich die Dollars seiner Ex-Geliebten in der sicheren Hoffnung unter den Nagel gerissen, dass sie ihn in seinem Versteck aufsucht. Bei der Flucht gerät Eileen wegen Schwierigkeiten beim Besteigen ihres Pferdes in die Fänge des lokalen Marshals. "Cody" beschließt, Kid Jarrett zu beehren und die Dollars zurückzuholen; Anita und Lilly sollen auf sie warten. Diese freilich sorgen sich um Eileen und reiten nach Agua Dulce zurück, um die Freundin irgendwie zu befreien.
"Cody's" Treffen mit Kid Jarrett und seinem Vater Frank verläuft nicht gut, da ihr der Junior nicht verzeihen kann, dass sie ihn unvermittelt verlassen hat. Nach einem Wortgeplänkel schlägt Kid sie mit einer Peitsche nieder. Später wird sie bewusstlos auf ihrem Pferd von McCoy gefunden, der sie zu einer chinesischen Heilerin bringt und bei der Gelegenheit die sich in der Nähe aufhaltenden Pinkerton-Detektive ablenkt. McCoy, "Cody" und ihre Freundinnen treffen sich auf der Farm des Rinderzüchters William Tucker, der nur widerwillig den Deputy-Posten zur Bewachung Eileen's angenommen hatte und deshalb leicht auszutricksen war. Tucker nimmt sie auf, weil er sich zunehmend für Eileen interessiert. Auch McCoy und "Cody" kommen sich näher. Kid und seine Bande überfallen einen Zugtransport der US-Army und erbeuten dabei ein Maschinengewehr. Die "schlechten Mädchen", McCoy und Tucker wollen sich an Kid Jarrett rächen, legen einen Hinterhalt, jagen ihm die Beute ab und entführen Frank Jarrett, Kid's Vater. Es hatte sich herausgestellt, dass McCoy der früheren Jarrett-Geliebten "Cody" schon längere Zeit gefolgt war, um so Frank Jarrett zu finden, der vor Jahren seine Angehörigen ermordet hatte. Tucker wird bei der Aktion angeschossen, kann aber in Sicherheit gebracht werden; dafür wird Lilly dieses Mal von Kid Jarrett mit der Peitsche eingefangen und ins Versteck der Bande verschleppt.
Zurück auf Tucker's Farm, möchte Anita die von Rache getriebenen Fehlschläge nicht mehr mitverantworten. Sie sucht einen Rechtsanwalt in der Stadt auf und erfährt, dass das Claim nur in den Händen ihres Ehemannes etwas wert ist, da sie als Frau in Oregon kein Land beanspruchen kann. Der gefangene Frank Jarrett schafft es unterdessen mit fortlaufenden Beleidigungen, McCoy dermaßen zu provozieren, dass dieser letztlich die Nerven verliert und den Erzfeind erschießt, bevor ein Geiselaustausch möglich wird. Die frustrierte "Cody" schickt McCoy zum Klondike fort, wohin er ja ursprünglich wollte. Dann reitet sie mit Anita und Eileen los, um Lilly zu retten. Der verletzte Tucker bleibt zurück und kümmert sich um seine Farm.
Derweil wird Lilly von Kid Jarrett vergewaltigt. McCoy, auf eigene Faust ins Banditen-Versteck geritten, befreit die Blondine im Alleingang, gerät dabei allerdings selbst in Gefangenschaft. Lilly trifft auf ihre Freundinnen und erzählt, was soeben vorgefallen ist. Das Quartett – immerhin noch immer im Beitz des erbeuteten MG "Gatling" – reitet zu den Outlaws. Jarrett stimmt einem Austausch zu, erschießt jedoch den zuvor bereits übel zugerichteten McCoy; dann wirft er "Cody" ihre 12000 Dollar vor die Füße. Während sich die vier Frauen zurückziehen, wird Lilly vom Banden-Mitglied Ned so derb beleidigt, bis sie ihn erschießt. Damit löst sie einen Schusswechsel aus, bei dem alle Spießgesellen von Kid – im Duell mit "Cody" auch er selbst – getötet werden. Die vier Frauen begraben McCoy und nehmen das Geld an sich. Wieder auf der Farm, beschließen Eileen und Tucker zu heiraten. "Cody" hat beschlossen, nunmehr selbst am Klondike nach Gold zu suchen, und Lilly wie auch Anita folgen ihr; sie reiten zum Schluss in einiger Entfernung an den beiden Pinkerton-Leuten vorbei, die gerade in anderer Richtung fahnden ...

## Kritiken
Der Film erhielt gemischte Kritiken. Im Hamburger Abendblatt wurde er als glanzvoll fotografiert und temporeich bezeichnet, im TV Spielfilm als opulent gefilmt und rasant.

„Eine Geschichte über Frauen im Westen ist eine gute Idee, da das Genre bisher männerdominiert ist, aber nicht Kaplans seichter Film, der wie eine Modestrecke wirkt.“

Die Deutsche Film- und Medienbewertung FBW in Wiesbaden verlieh dem Film das Prädikat wertvoll.

## Sonstiges
Nach ursprünglichen Plänen sollte Tamra Davis Regie führen, mit Lisa Rinzler an der Kamera. Die Produzenten haben inmitten der Vorbereitungen Kaplan mit der Regie beauftragt, und Lisa Rinzler wurde durch Ralf D. Bode ersetzt. Das Budget wurde auf 20 Millionen US-Dollar aufgestockt und das Konzept des Drehbuches stark verändert, indem die zuerst geplanten feministischen Akzente abgemildert wurden.